# Glen Chilton
Glen Dean Chilton (nacido en 1958) es un académico canadiense-australiano y autor de libros de humor sobre viajes de aventura e historia natural.
Chilton es también ornitólogo y ecólogo del comportamiento y una autoridad en el extinguido pato labrador. Su primer libro, La maldición del pato labrador, fue finalista en 2010 de la Medalla Stephen Leacock de Humor y del Premio Internacional William Saroyan de Escritura. Su segundo libro, Attack of the Killer Rhodondendrons (también conocido como The Last Place You'd Look for a Wallaby) alcanzó la lista de los más vendidos en Queensland, Australia, en 2013. [cita requerida]

## Biografía
Nacido de ascendencia británica en Toronto (Ontario, Canadá), Chilton se trasladó a Winnipeg (Manitoba) con su familia en 1967. Obtuvo una licenciatura y un máster en zoología por la Universidad de Manitoba, y un doctorado en ornitología y ecología del comportamiento por la Universidad de Calgary (Alberta). Fue profesor de biología y ornitología en el St. Mary's University College de Calgary (Alberta) hasta que se trasladó a Australia en 2008. Actualmente es profesor adjunto en la Universidad James Cook de Townsville (Queensland, Australia) y profesor emérito del St. Mary's University College.
Las áreas de interés e investigación científica de Chilton incluyen los recientes sucesos de extinción, especialmente de especies de aves; la conservación de especies de plantas y animales redescubiertas tras haberse creído extinguidas; el impacto de las especies de plantas y animales introducidas en nuevas regiones geográficas por el ser humano; la evolución cultural y los dialectos del canto de los pájaros cantores; y las interacciones entre los insectos parásitos y sus hospedadores de aves.

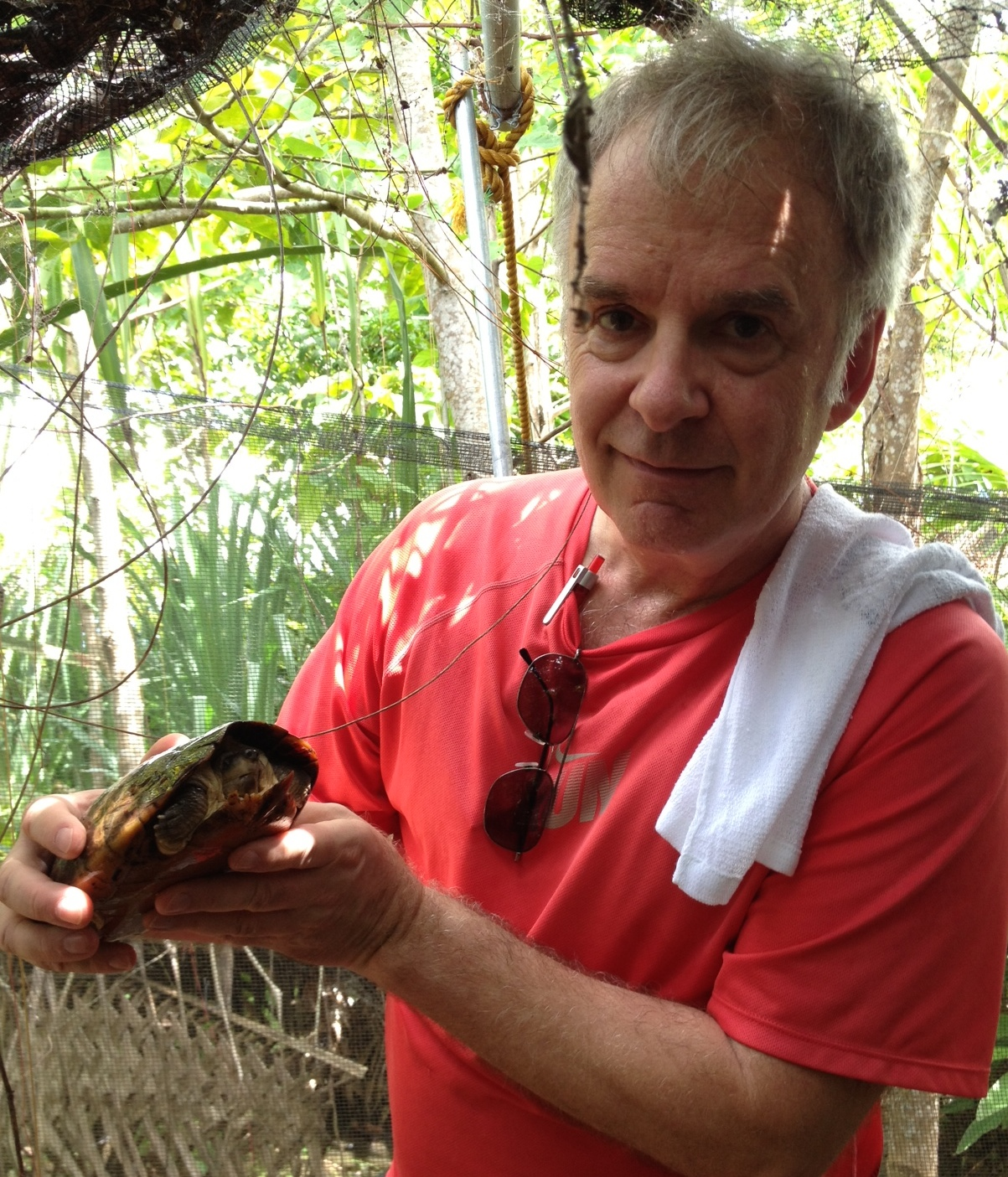
Chilton con una tortuga forestal filipina redescubierta, S. leytensis, en 2013

Chilton convirtió su labor docente en la escritura de un libro cuando un esfuerzo por catalogar todos los especímenes disecados que quedaban de un ave norteamericana extinguida se convirtió en un viaje obsesivo alrededor del mundo.
En su afán por ver los cincuenta y cuatro ejemplares de pato labrador disecados que aún existen para su primer libro La maldición del pato labrador, recorrió 72.018 millas en avión, 5.461 millas en tren, 3.566 millas en coche, 1.169 millas en autobús y 43 millas en ferry. Esa distancia equivale a dar 3,3 veces la vuelta a la Tierra. Su segundo libro, Attack of the Killer Rhodeodendrons (también conocido como The Last Place You'd Look for a Wallaby), que examina las especies de plantas y animales introducidas por el hombre en otros lugares, le llevó a seis continentes y catorce países.

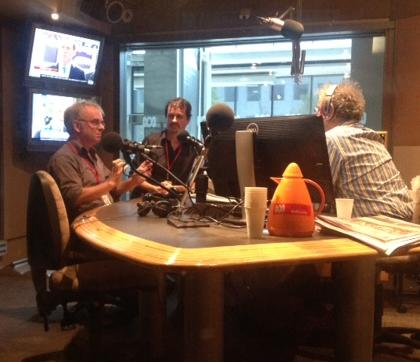
Chilton (izquierda) en 2013 siendo entrevistado en The Conversation Hour de ABC Radio Melbourne con Jon Faines, Melbourne, Australia.

### No-libros de ficción
- Ataque del Asesino Rhododendrons: Mi Búsqueda Obsesiva para Buscar Fuera Especie de Alienígena (2012) Harper Collins Ltd, Toronto.ISBN 978-1-55468-364-2    (también publicado bajo el título El Último Sitio  Buscarías un Wallaby (2013). Universidad de Prensa de Queensland. St. Lucia, Queensland, Australia. ISBN 978-0-7022-4977-8)
- La Maldición del Labrador Pato: Mi Búsqueda Obsesiva al Borde de Extinción (2009).  Editores de Collins del Harper Ltd, Toronto. ISBN 978-1-55468-363-5

### Capítulos de libro
- Chilton G (1997). Labrador Pato (Camptorhynchus labradorius). En: Los Pájaros de América del Norte, Núm. 307. (Poole Un, Gills F, eds.) La Academia de Ciencias Naturales, Filadelfia, PA, y El americano Ornithologists' Unión, Washington D. C..
- Chilton G, Panadero, MC, Barrentine CD, Cunningham MA (1995). Blanco-crowned Gorrión (Zonotrichia leucophrys). En: Los Pájaros de América del Norte, Ningún 183 (Poole Un, Gill F, eds). La Academia de Ciencias Naturales, Filadelfia, PA, y El americano Ornithologists' Unión, Washington D. C..

### Publicaciones de revista científica
- Chilton G, Sorenson M (2007). Identificación genética de huevos supuestamente del extintos Labrador Pato (Camptorhynchus labradorius). Auk 124:962@–968.
- Chilton G, más Lleno E (2005). Vistas del lado del pájaro: Usuarios' perspectivas encima colecciones de pájaro. Zoologische Mededelingen 79(3):131@–136.
- Chilton G (2004). John James Audubon en la tierra que el dios olvidó. Isótopo 2(2):14@–29.
- Chilton G, Wiebe MO, Handford P (2002). Grande-escala variación geográfica en canciones de Gambel  Blancos-crowned Gorriones. Cóndor 104:378@–386.
- Chilton G (2002). Canción stereoptypy y evolución cultural en una población aislada de Montane Blanco-crowned Gorriones, Zonotrichia leucophrys oriantha. Comportamiento de pájaro 15:53@–63.
- Chilton G, Vonhoff MJ, Peterson BV, y Wilson N (2000). Ectoparasitic Insectos de murciélagos en británicos Columbia, Canadá. Revista de Parasitology 86:191@–192.
- Chilton G, Lein SEÑOR (1996). Mucho tiempo-cambios de plazo en canciones y dialecto de canción fronteras de Pudget el sonido Blanco-crowned gorriones. Cóndor 98:567@–580.
- Chilton G, Galloway TD (1995). Pulgas (Siphonaptera: Ceratophyllidae) de nidos de Blancos-crowned gorriones (Zonotrichia leucophrys) en southwestern Alberta, Canadá. Puede Entomol 127:443@–444.
- Chilton G, Lein SEÑOR, Baptista LF (1990). Elección de compañero por hembra Blanco-crowned gorriones en una población de dialecto mixto. Behav Ecol Sociobiol 27:223@–227.
- Chilton G, Sealy SG (1987). Especie' funciones en mixtos-las especies que alimentan rebaños de seabirds. J Campo Ornithol. 58:456@–463.